# Kaijansaari (ö i Södra Savolax, S:t Michel, lat 62,09, long 27,09)
Kaijansaari är en ö i Finland. Den ligger i sjön Kyyvesi och i kommunen Sankt Michel i den ekonomiska regionen  S:t Michel och landskapet Södra Savolax, i den södra delen av landet, 240 km nordost om huvudstaden Helsingfors. Öns area är 18,2 hektar och dess största längd är 1,6 kilometer i sydöst-nordvästlig riktning.